# Deto
Deto es un género de oniscídeos.

## Especies
- Deto aucklandiae (Thomson, 1879)
- Deto bucculenta (Nicolet, 1849)
- Deto echinata Guérin-Méneville, 1836
- Deto marina (Chilton, 1885)
- Deto whitei Kinahan, 1859